# Jean Rolin (cardinal)
Pour les articles homonymes, voir Jean Rolin (homonymie) et Rolin.
Jean (Jehan) V Rollin, ou Rolin, dit cardinal Rolin, né à Autun en 1408 et mort le 1er juillet 1483 à Cravant, est un évêque et cardinal bourguignon, puis français.

## Biographie
Jean Rolin est le fils de Nicolas Rolin et de Marie des Landes, et le filleul du duc Jean Ier de Bourgogne, dit Jean sans-Peur.
Jean Rolin fut d'abord archidiacre de l'église d'Autun, puis confesseur du dauphin (devenu depuis le roi Louis XI), évêque de Chalon-sur-Saône le 29 mai 1431, évêque d'Autun le 20 août 1436. À force de manœuvres, il dépouille l'abbé Jean Petitjean de l'abbaye Saint-Martin d'Autun et en devient le premier abbé commendataire en 1462. Il est créé cardinal par le pape Nicolas V le 20 décembre 1448 au titre de Saint-Étienne-le-Rond. Abbé de l'abbaye d'Oigny, de l'abbaye Saint-Marcel-lès-Chalon, de l'abbaye Saint-Étienne de Dijon, de l'abbaye Saint-Michel d'Anvers et de l'abbaye Notre-Dame de Goaille, premier abbé commendataire de l'abbaye de Balerne. Il fonde la chapelle Saint-Vincent à la cathédrale Saint-Lazare d'Autun (1442) et la chapelle Saint-Léger à la collégiale Notre-Dame de Beaune en 1459. Il est également abbé de l'abbaye Notre-Dame de Bellevaux (1455), et de l'abbaye Saint-Jean-L'Évangéliste de Bard-le-Régulier, ainsi que prieur du prieuré Notre-Dame de l'Assomption d'Anzy-le-Duc, et abbé de l'abbaye Saint-Pierre de Flavigny-sur-Ozerain de 1469 à 1470. 
Il hérita de son père le goût du lucre et l'âpreté au gain, sa politique épiscopale fut entachée de démêlés avec sa famille. De ses liaisons féminines, il eut deux enfants avec Alexie Renier : Pierre, protonotaire apostolique, prieur de Bar-le-Régulier, chanoine et archidiacre d'Autun, légitimé par Philippe le Bon en 1464, et Blaise, également protonotaire apostolique. Jeanne de Gouy donna le jour à son fils bâtard Sébastien (né vers 1450) qui fut seigneur de Chaseul, Brion et Laisy, et épousa Louise de La Marche (alias Montjeu), dame de Montreuil-en-Bresse qui lui donna Jeanne et Barbe (née avant 1475), épouse de Philibert Le Bourgoing le 20 juillet 1521. De sa liaison avec une religieuse d'Avignon, Raymonde de Roucy (ou Roussy), il eut un fils bâtard : Jean VI Rolin, légitimé par le roi en 1485, qui deviendra évêque d'Autun et meurt en 1501. 
Il fut peu présent à Autun, plus souvent à Rome où il ne participa à aucun conclave, toujours à l'affût de subsides. Jusqu'à la chute du Duché de Bourgogne, il fut anti-français. Malgré cela, il fut le confesseur du dauphin et de Louis XI. Celui-ci, bien au courant de ses prévarications, lui retira les revenus de la collégiale Notre-Dame de Beaune. Le 9 juillet 1460, le roi Charles VII est obligé d'envoyer des lettres afin d'empêcher que le cardinal Rolin ne puisse citer en cour de Rome l'abbé et le couvent de Saint-Martin, conformément aux décrets de Bâle et de la Pragmatique sanction, cela à cause du prieuré d'Anzy-le-Duc. Il fit revivre le privilège du pallium en le demandant au pape Nicolas V qui lui envoya en 1448, après une enquête concluante. Il fit un voyage à Rome en 1452, et obtint par une bulle de réserve, les abbayes de Saint-Martin d'Autun, Saint-Michel d'Anvers, Notre-Dame de Goaille et Saint-Étienne de Dijon.
Il fit restaurer la cathédrale Saint-Nazaire d'Autun (disparue) brûlée par la foudre, et fit bâtir la flèche de la cathédrale Saint-Lazare d'Autun en 1469. Il est un des protecteurs de Jean Hey, dit le Maître de Moulins, dont le tableau La Nativité au cardinal Rolin est visible à Autun au musée Rolin. Il est aussi le commanditaire de plusieurs manuscrits enluminés dont trois commandés au Maître de Jean Rolin. En 1478, il accorde cent jours d'indulgence à ceux qui contribueraient au rétablissement de l'abbaye du Pont-aux-Dames, les fidèles donnèrent des sommes d'argent considérables permettant de réparer l'église et les bâtiments conventuels

## Armoiries et devise

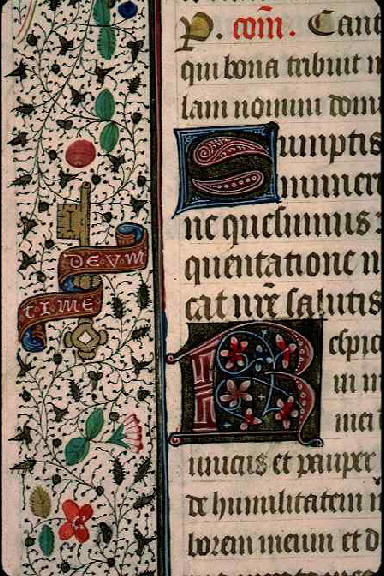
Missel de Jean Rolin, à l'usage d'Autun (BmL - Ms 517, f., 250v)

- « D'azur à 3 clefs d'or en pal » (alias:posées 2 & 1 ; alias : 2 en chef & 1 en pointe)
- « Deum time » (« Crains Dieu »)

## Titres et fonctions
- 1421 : curé de Saint-Quiriace de Provins
- 1422 : chanoine de Besançon
- 1426 : chanoine de Saint-Gery de Cambrai et d'Autun
- 1427 : archidiacre d'Autun
- 1428 : docteur en droit civil, Université de Bologne
- après 1428 : bachelier et licencié en décret, Université de Paris
- après 1429 : Louvain
- 1430 : prébende à Langres
- 1431 : protonotaire apostolique
- 1431 : prieur de l'abbaye Saint-Marcel-lès-Chalon[8],[9]
- 1455-1459 : abbé commendataire de abbaye Notre-Dame de Bellevaux

### Sources
- Archives départementales de la Côte-d'Or, B 11195 & 11196 concerne la légitimation de ses enfants, G 147
- Archives départementales de Saône-et-Loire, G 544/1 ; 2 G 52, 54, 59, 5 G 68, 1452, 1477, 1478
- Obituaires de la province de Sens, t.I, p. 500, 729, 848.
- Missel à l'usage d'Autun (1448-1462), bibliothèque municipale d'Autun, Ms 0110, folio 009
- Denis Grivot, Autun, Lyon, 1967, p. 74 à 77.
- Base Roglo, Héraldique et Généalogie
- Étienne Pattou sur racineshistoire.free.fr

### Iconographie
- Jean Hey, Nativité avec le portrait du cardinal Jean Rolin, 1480, huile sur bois, Autun, musée Rolin ;
- Claus de Werve, Jean Rolin, vers 1432-1436, statue, Autun, musée Rolin ;
- Missel de Jean Rolin, vers 1450-1455, ms.517, Lyon, bibliothèque municipale.